# Evangelium vitae
La Evangelium vitae (queste due parole sono l'inizio del testo latino e si traducono: "il vangelo della vita") è una enciclica scritta da papa Giovanni Paolo II per esprimere la posizione della Chiesa cattolica sul valore e l'inviolabilità della vita umana. Venne promulgata il 25 marzo 1995. Per i temi trattati e per la sua completezza magisteriale questo documento si collega direttamente all'enciclica Humanae vitae, scritta da papa Paolo VI il 25 luglio 1968.

## Sommario dell'enciclica
L'indice della Evangelium vitae (EV) è così strutturato:
- Introduzione (n. 1-6)
  - Capitolo I - "La voce del sangue di tuo fratello grida a me dal suolo" - Le attuali minacce alla vita umana (n. 7-28)
  - Capitolo II - "Sono venuto perché abbiano la vita" - Il messaggio cristiano sulla vita (n. 29-51)
  - Capitolo III - "Non uccidere" - La legge santa di Dio (n. 52-77)
  - Capitolo IV - "L'avete fatto a me" - Per una nuova cultura della vita umana (n. 78-101)
- Conclusione (n. 102-105)

## Panoramica dei contenuti
(EV 2)
Attraverso una panoramica iniziale sulle minacce alla vita umana nel passato e nel tempo presente, l'enciclica offre una breve storia dei passaggi biblici che condannano la soppressione della vita. Alla luce di questi passaggi l'enciclica prende direttamente in esame azioni specifiche, tra cui l'aborto (che viene definito, citando Tertulliano, "un omicidio anticipato per impedire a qualcuno di nascere", EV 61) e l'eutanasia (che Giovanni Paolo II chiama "preoccupante «perversione» della pietà", EV 66). L'enciclica condanna anche l'uso della pena di morte nel mondo contemporaneo, dato che non bisogna
(EV 56)
L'enciclica analizza poi fattori sociali e culturali, sottolineando l'importanza di una società costruita attorno alla famiglia, piuttosto che al desiderio di una sempre maggiore efficienza, e sottolineando l'impegno di farsi carico dei poveri e dei malati.

## Autorevolezza dell'insegnamento dell'enciclica
Questa enciclica, essendo parte integrante del magistero papale, contiene insegnamenti di dottrina cattolica espressi in maniera infallibile. Ci sono anche tre passaggi che si esprimono in maniera più solenne e apodittica su specifiche questioni di morale. La maggior parte dei teologi cattolici, considerandone il tenore verbale diretto e solenne, valutano questi tre passaggi come pronunciamenti infallibili, nei quali la Chiesa, per mezzo del papa, impegna nel massimo grado la propria autorevolezza.
Il primo passo riguarda l'omicidio:
(EV 57)
Il secondo è sull'aborto:
(EV 62)
Il terzo riguarda l'eutanasia:
(EV 65)
La maggior parte dei teologi cattolici sono concordi nel considerare infallibili questi insegnamenti sull'immoralità dell'omicidio, dell'aborto procurato e dell'eutanasia. Altri teologi ne accettano l'infallibilità, ma sostengono che questi insegnamenti non sono esempi dell'infallibilità papale, quanto piuttosto esempi dell'infallibilità del magistero ordinario e universale della Chiesa (quando cioè tutti i vescovi dispersi nel mondo sono concordi nel ritenere infallibile una certa dottrina).
Alcuni punti di vista a questo riguardo:
- Secondo la teologia cattolica, un insegnamento del magistero ordinario e universale è infallibile

(Lumen gentium 25)
Sono considerate parte del magistero ordinario e universale anche materie costantemente insegnate dalla Sede di Pietro, cioè dottrine lungamente approvate dalla tradizione della chiesa. Prima di scrivere la Evangelium Vitae, Giovanni Paolo II consultò tutti i vescovi del mondo chiedendo se fossero tutti d'accordo nel ritenere immorali l'omicidio, l'aborto procurato e l'eutanasia, ed essi risposero concordemente che erano d'accordo. Per rendere esplicito questo legame tra il papa e tutti i vescovi, ognuno dei tre passaggi citati di Evangelium Vitae si conclude con un riferimento al "magistero ordinario e universale" e con una nota che rimanda a Lumen Gentium 25, dove tale magistero è definito.
- La Congregazione per la dottrina della fede, nel suo documento "Formula da usarsi per la professione di fede e il giuramento di fedeltà nell'assumere un officio da esercitarsi a nome della Chiesa, con Nota dottrinale illustrativa della formula conclusiva della Professio fidei” (29 giugno 1998, leggi tutto), firmato dall'allora prefetto Joseph Ratzinger e dall'allora segretario Tarcisio Bertone, scrive a proposito di "tutte e singole le verità circa la dottrina che riguarda la fede o i costumi proposte dalla chiesa in modo definitivo":

(Nota dottrinale illustrativa della formula conclusiva della Professio fidei, 11)
- William Joseph Levada, in seguito Prefetto della Congregazione per la dottrina della fede, nel 1995 scrisse che l'insegnamento dell'Evangelium vitae riguardo all'aborto è un insegnamento infallibile del magistero ordinario.
- Fra i teologi cattolici che hanno scritto riguardo all'infallibilità, quasi tutti concordano che i tre pronunciamenti di cui sopra costituiscono insegnamenti infallibili. Tra questi teologi ci sono teologi "liberali" (Richard Gaillardetz, Hermann Pottmeyer), teologi "moderati" (Francis A. Sullivan) e teologi conservatori (Mark Lowery, Lawrence J. Welch).

D'altra parte, i teologi radicali che non credono nel concetto di infallibilità (come Hans Küng) non accettano che questo insegnamento - o qualunque altro - sia infallibile. Tuttavia questa visione non può essere propriamente chiamata una visione "cattolica", perché essa richiede di rigettare non solo l'infallibilità papale ma anche l'infallibilità dei concili, dato che l'infallibilità papale è stata solennemente proclamata dal Concilio Vaticano I. Effettivamente Hans Küng ha esplicitamente negato tutte le forme dell'infallibilità della chiesa che sono affermate dai teologi cattolici.